# Peisistratos
Peisistratos (gr. Πεισίστρατος) (cirka  607-528 f.Kr.) var en grekisk statsman som blev tyrann av Aten efter en (mycket populär) kupp och styrde 561 f.Kr., 559-556 f.Kr. och 545-528 f.Kr.

## Biografi
Peisistratos var son till en filosof och lärare vid namn Hippokrates och uppkallades efter Peisistratos i Odysséen. Han sänkte skatterna och förbättrade Atens ekonomi. Enligt Plutarchos var han eromenos åt den atenske lagstiftaren Solon, han hjälpte denne i sina strävanden och kämpade tappert under erövringen av ön Salamis (dock motsäger den atenska konstitutionen, skriven av Aristoteles, detta och hävdar, att det inte fanns något samband dem emellan samt kallar det hela "uppenbart nonsens"). 
När Solon lämnade Aten blev Peisistratos ledare för Höglandspartiet (fattiga jordägare) 565 f.Kr. Peisistratos utnyttjade högländarna genom att påstå, att han hade blivit anfallen och därför behövde dem som livvakter. 561 f.Kr. intog han Akropolis med dessa livvakters hjälp och blev då turannos (tyrann). Hans styre varade dock inte länge - han fördrevs av Lykurgos, Megakles och andra från Kustpartiet inom ett år. Han återvände dock 559 f.Kr. med hjälp av Megakles, som hade fjärmat sig från Lykurgos. 
Megakles allians med Peisistratos var dock på villkor att Peisistratos skulle gifta sig med Megakles dotter. Megakles övertygade atenarna om att Atena skulle föra Peisistratos hem och han återvände från sin exil i en vagn, åtföljd av en lång kvinna (vars namn var Phya, enligt Herodotos) förklädd till Atena i rustning. Megakles blev senare förargad över det faktum, att Peisistratos vägrade skaffa barn med hans dotter och att Peisistratos låg med henne "på ett onaturligt sätt" Därför blev Peisistratos återigen förvisad av Lykurgos och Megakles 556 f.Kr. Han begav sig till Euboeia och förblev där i nästan tio år, varunder han blev rik genom gruvdrift. Han återvände till Aten 546 f.Kr. med en ansenlig styrka och återtog makten med stöd av Lygdamis av Naxos. Denna gång ansträngde han att behålla sin ställning. Peisistratos belönade Lygdamis genom att göra honom till tyrann av Naxos.
Han konsoliderade sin makt genom att instifta nya landlagar, som favoriserade jordägare, men höll också en stor styrka legosoldater och tog gisslan. Han behöll det demokratiska styre, som Solon hade infört, men såg till att hans egna familjemedlemmar innehade de högsta tjänsterna. Peisistratos befordrade också kulterna kring Atena och Dionysos. Han påbörjade dessutom byggandet av Atenas tempel på Akropolis samt stödde ett antal andra offentliga verk, såsom Lykeiontemplen till Apollons och Zeus ära, liksom fontänen vid Ninekällorna. Dessutom stödde han litteraturen och de sköna konsterna, samt hängav sig åt pederasti(homosexuell kärlek till barn) så han tog sig en egen eromenos vid namn Charmos. Den panatenska festivalen (som hade återinförts strax innan hans styre inleddes) och stadens Dionysiafestival blomstrade under hans tid. Den atenska myntningen infördes omkring 550 f.Kr. och kan ha reflekterat hans politik, även om det inte finns några referenser i samtida dokument till detta.
Peisistratos efterträddes av sin son Hippias, men hans andre son Hipparchos omnämns också tillsammans med Hippias, vilket antyder någon form av samregering.
Peisistratos har ansetts som utvecklare av den första välfärdsstaten genom sin politik att erbjuda landlån till de förfördelade i samhället, som del av en ansträngning av uppmuntra autarki. Enligt en historia, som först omnämns av den romerske historieskrivaren Cicero, beordrade Peisistratos att Homeros Iliaden och Odysséen, som tidigare endast hade vidarebefordrats muntligt, skulle nedskrivas.